# Pterichis
Pterichis es un género de orquídeas perteneciente a la subfamilia Orchidoideae. Se distribuyen desde Jamaica y Costa Rica hasta Argentina.

## Especies dePterichis
A continuación se brinda un listado de las especies del género Pterichis aceptadas hasta mayo de 2011, ordenadas alfabéticamente. Para cada una se indica el nombre binomial seguido del autor, abreviado según las convenciones y usos y la publicación válida.
1. Pterichis acuminata Schltr., Repert. Spec. Nov. Regni Veg. Beih. 7: 56 (1920).
2. Pterichis bangii Rolfe, Bull. New York Bot. Gard. 4: 448 (1907).
3. Pterichis boliviana Schltr., Repert. Spec. Nov. Regni Veg. 9: 436 (1911).
4. Pterichis colombiana G.Morales, Orquideologia 16: 72 (1986).
5. Pterichis fernandezii G.Morales, Orquideologia 16: 74 (1986).
6. Pterichis galeata Lindl., Gen. Sp. Orchid. Pl.: 445 (1840).
7. Pterichis habenarioides (F.Lehm. & Kraenzl.) Schltr., Repert. Spec. Nov. Regni Veg. Beih. 7: 214 (1920).
8. Pterichis latifolia Garay & Dunst., Venez. Orchids Ill. 6: 384 (1976).
9. Pterichis leucoptera Schltr., Repert. Spec. Nov. Regni Veg. Beih. 9: 54 (1921).
10. Pterichis macroptera Schltr., Repert. Spec. Nov. Regni Veg. Beih. 9: 55 (1921).
11. Pterichis mandonii (Rchb.f.) Rolfe, Bull. New York Bot. Gard. 4: 449 (1907).
12. Pterichis multiflora (Lindl.) Schltr., Bot. Jahrb. Syst. 45: 389 (1911).
13. Pterichis parvifolia (Lindl.) Schltr., Bot. Jahrb. Syst. 45: 389 (1911).
14. Pterichis pauciflora Schltr., Repert. Spec. Nov. Regni Veg. Beih. 8: 41 (1921).
15. Pterichis proctori Garay, Occas. Pap. Mus. Inst. Jam. 10: 2 (1954).
16. Pterichis saxicola Schltr., Repert. Spec. Nov. Regni Veg. 12: 482 (1913).
17. Pterichis silvestris Schltr., Repert. Spec. Nov. Regni Veg. 10: 446 (1912).
18. Pterichis triloba (Lindl.) Schltr., Bot. Jahrb. Syst. 45: 389 (1911).
19. Pterichis weberbaueriana Kraenzl., Bot. Jahrb. Syst. 37: 391 (1906).
20. Pterichis yungasensis Schltr., Repert. Spec. Nov. Regni Veg. Beih. 10: 37 (1922).